# Henòtic
L'Henòtic (grec antic: ἑνοτικόν, henōtikón; llatí: Henoticon) va ser un document religiós publicat l'any 482 per l'emperador romà d'Orient Zenó.
L'Henòtic ('Instrument d'unió') intentava reconciliar les diferències entre els anomenats ortodoxos calcedonis, que donaven suport als acords del Concili de Calcedònia, i la resta de tendències de l'Església Ortodoxa (no herètiques). El document va ser signat per tots els bisbes orientals del seu regnat i del d'Anastasi I. Evagri el va conservar. Aquest edicte va donar lloc al cisma acacià.
L'any 451, el Concili de Calcedònia va resoldre les disputes cristològiques i va condemnar tant el monofisisme, que defensava Èutiques, com el nestorianisme. Però una part de l'Imperi Romà d'Orient, especialment a Egipte, i també a Palestina i Síria, tenien opinions miafisites. Per tal de restablir la unitat, el patriarca de Constantinoble, Acaci, va idear una fórmula basada en l'irenisme, que l'emperador Zenó va promulgar sense que fos aprovat per un sínode. L'Henòtic avalava les condemnes d'Eutiques i Nestori que s'havien fet a Calcedònia i va aprovar explícitament els dotze anatemes de Ciril I d'Alexandria, però evitava qualsevol afirmació definitiva sobre si Crist tenia una o dues natures, intentant tranquil·litzar les dues bandes.
Aquest edicte no va satisfer cap de les parts. Tots dos bàndols es van ofendre perquè l'emperador dictaminava sense sotmetre's a l'autoritat eclesiàstica la doctrina de l'església, encara que va pressionar al patriarca d'Antioquia perquè subscrigués l'Henòtic. Quan el patriarca Joan I d'Alexandria s'hi va negar, l'emperador el va fer expulsar i va reconèixer el miafisita Pere Monge, que va acceptar l'Henòtic. Però altres miafisites el van abandonar i des d'aleshores van ser anomenats acèfals (els sense cap), ja que havien perdut el seu dirigent. Al cap de dos anys de mantenir Acaci les seves postures, el papa Fèlix III de Roma va condemnar l'edicte i va excomunicar Acaci, l'any 484, encara que a Constantinoble es va ignorar l'excomunió, fins i tot després de la mort d'Acaci el 489.
Zenó va morir l'any 491. El seu successor Anastasi I simpatitzava amb els monofisites i va acceptar l'Henòtic. La posició d'Anastasi I no coincidia amb les opinions de la població sobretot a Calcedònia i a Constantinoble, i Vitalià, un general calcedoni, va intentar enderrocar-lo l'any 514. Aleshores Anastasi va intentar resoldre el cisma amb el papa Hormisdes, però va fracassar quan Anastasi es va negar a reconèixer l'excomunió de l'ara difunt Acaci. Vitalià va intentar enderrocar l'emperador per segona vegada, però va ser derrotat per oficials lleials.
El cisma causat per l'Henòtic es va resoldre oficialment l'any 519 quan l'emperador Justí I va reconèixer l'excomunió d'Acaci i va reunificar les esglésies. Però els que eren llavors patriarques d'Alexandria i Antioquia encara seguien el Miafisisme, i les seves congregacions van arribar fins als temps moderns i són conegudes com les Esglésies ortodoxes orientals. Mentrestant, aquesta acceptació per part de Justí I no va resoldre la creixent fractura entre les esglésies de Constantinoble i de Roma, que portaria més tard al Gran Cisma d'Orient.